# Pandanus candelabrum
Pandanus candelabrum là một loài thực vật có hoa trong họ Dứa dại. Loài này được P.Beauv. miêu tả khoa học đầu tiên năm 1805.